# 瑪格麗特·華納
瑪格麗特·華納（英語：Margaret Varner，1927年10月4日—），出生於德克薩斯州埃爾帕索，婚後名瑪格麗特·布洛斯（Margaret Bloss），美國前羽球、網球、壁球運動員。她是唯一一位代表美國參加這三種運動的最高級別國際賽的人，並且是唯一一位贏得羽球和壁球的美國全國單打冠軍的人，也是唯一一位入選羽球和壁球美國名人堂的人。

## 羽球
瑪格麗特·華納最令人印象深刻的成就來自羽球，她於1940年代後期在德克薩斯女子大學學習該項運動，此前已經在初中和大學網球中獲得突出的地位。1955年和1956年，她在全英羽球錦標賽中連續獲得女子單打冠軍，這是當時世界上最負盛名的羽球錦標賽。
1957年、1958年和1960年，她在全英女子單打中獲得亞軍，並於1958年與希瑟·瓦德一起贏得雙打冠軍。她在美國羽球公開賽僅獲得一次單打冠軍（1955年），是因為同時期另有兩位強大選手：先是艾瑟兒·馬紹爾，後來是茱蒂·德夫林。她們兩人與瑪格麗特·華納一起組成美國女子羽球隊的“三巨頭”。
瑪格麗特·華納於1957年和1960年代表美國隊獲得優霸盃（女子國際團體賽）世界冠軍。在幫助美國確保在這些三年一度的賽事中獲勝後，她從羽球比賽中退役。她於1965年入選美國羽毛球名人堂（現名為星光大道），並於1999年入選世界羽毛球名人堂。

## 壁球
在她的羽球生涯結束之前，瑪格麗特·華納已經開始通過參加1959年美國錦標賽的單打決賽而在壁球上取得成功。1960年，她贏得了連續四次全國壁球冠軍賽中的第一名。她代表美國在沃爾夫-諾埃爾盃比賽（1959年，1963年）中對抗英國；也代表費城連續五年參賽豪威盃。2000年，她入選美國壁球協會名人堂。